# (5150) Fellini
(5150) Fellini es un asteroide perteneciente al cinturón de asteroides, descubierto el 17 de octubre de 1960 por Cornelis Johannes van Houten en conjunto a su esposa también astrónoma Ingrid van Houten-Groeneveld y el astrónomo Tom Gehrels desde el Observatorio del Monte Palomar, Estados Unidos.

## Designación y nombre
Designado provisionalmente como 7571 P-L. Fue nombrado Fellini en honor al director de cine italiano Federico Fellini, apodado "el maestro de la película italiana", fue una inspiración para toda una generación de cineastas. La primera película que dirigió fue El jeque blanco, en el año 1951.

## Características orbitales
Fellini está situado a una distancia media del Sol de 2,478 ua, pudiendo alejarse hasta 2,741 ua y acercarse hasta 2,215 ua. Su excentricidad es 0,105 y la inclinación orbital 6,661 grados. Emplea 1425,36 días en completar una órbita alrededor del Sol.

## Características físicas
La magnitud absoluta de Fellini es 13,3. Tiene 5 km de diámetro y su albedo se estima en 0,419.